# لویس واترمن
لویس واترمن (انگلیسی: Lewis Waterman; ۱۸ نوامبر ۱۸۳۷ – ۱ مهٔ ۱۹۰۱) مخترع و کارآفرین اهل ایالات متحده آمریکا بود، که در سال ۱۸۸۶ شرکت واترمن را تأسیس کرد.